# Florida (departman)
Departman Florida departman je u središnjem dijelu Urugvaja. Graniči s departmanom Duraznom na sjeveru, Treinta y Tresom i Lavallejom na istoku, Canelonesom  na jugu i Floresom i San Joséom na zapadu. Sjedište departmana je grad Florida. Prema popisu stanovništva iz 2011. godine, departman ima 67.048 stanovnika.

## Stanovništvo i demografija
Prema popisu stanovništva iz 2011. godine na području departmana živi 67.048 stanovnika (32.953 muškaraca i 34.095 žene) u 29.437 kućanstava.
- Prirodna promjena: 0.431 ‰
  - Natalitet: 13,92  ‰
  - Mortalitet: 9,56  ‰
- Prosječna starost: 33,5 godina
  - Muškarci: 32,4 godina
  - Žene: 34,6 godina
- Očekivana životna dob: 77,43 godine
  - Muškarci: 74,28 godine
  - Žene: 80,91 godine
- Prosječni BDP po stanovniku: 9.039  urugvajskih pesosa mjesečno
- Izvor: Statistička baza podataka 2010.[2]

| Grad                  | Stanovništvo |
| --------------------- | ------------ |
| Florida               | 33.639       |
| Sarandí Grande        | 6.130        |
| Casupá                | 2.402        |
| Fray Marcos           | 2.398        |
| Veinticinco de Mayo   | 1.852        |
| Veinticinco de Agosto | 1.849        |
| Alejandro Gallinal    | 1.357        |
| Cardal                | 1.202        |
| Nico Pérez            | 1.030        |

| Naselje           | Stanovništvo |
| ----------------- | ------------ |
| Capilla del Sauce | 835          |
| Mendoza Chico     | 810          |
| La Cruz           | 747          |
| Mendoza           | 730          |
| Chamizo           | 540          |
| Cerro Chato       | 409          |
| Independencia     | 396          |

## Vanjske poveznice
- (šp.) Departman Florida - službene stranice